# Andrzej Karwowski

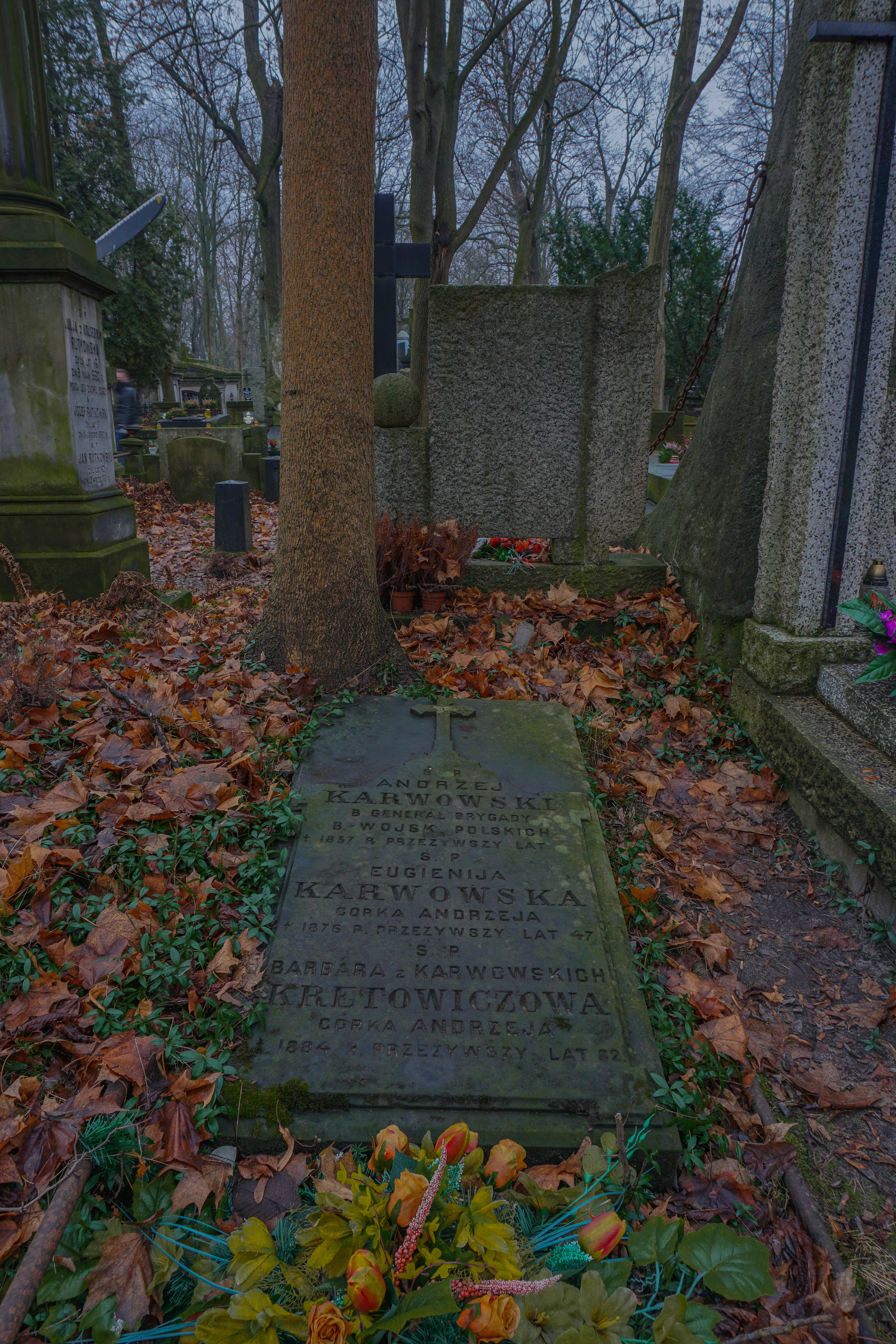
Grób Andrzeja Karwowskiego na cmentarzu Powązkowskim

Andrzej Karwowski herbu Pniejnia (ur. 30 września 1759, zm. 7 kwietnia 1837 w Warszawie) – generał major ziemiański wojsk polskich w czasie insurekcji kościuszkowskiej.

## Życiorys
Syn Stanisława, starosty augustowskiego i narewskiego, regenta bielskiego i Brygidy Bobrownickiej. 
W latach 1774–1779 uczył się w Szkole Rycerskiej. Następnie służył w 5 regimencie fizylierów, gdzie w 1780 został chorążym, w 1786 porucznikiem. W 1788 wziął dymisję z rangą kapitana.
Powołany został przez Kościuszkę na organizatora siły zbrojnej województwa podlaskiego. Z powodu jakobińskich przekonań popadł jednak w konflikt z miejscową zamożną szlachtą.
Na czele pospolitego ruszenia szlachty podlaskiej w 1794 rozpoczął ofensywę w kierunku Narwi na Prusy Wschodnie. 10 lipca 1794 stoczył w bitwie pod Kolnem nierozstrzygnięty bój z gen. von Guntherem, dowodzącym armią pruską. 18 lipca został pobity przez von Gunthera w bitwie pod Dębnikami. Jego oddział związał jednak duże siły pruskie i odciążył oblężenie Warszawy. Operował nad Narwią, blokując oskrzydlenie stolicy od północnego wschodu. W 1798 wstąpił do Legionów Dąbrowskiego we Włoszech. Brał jeszcze udział po stronie Napoleona w kampaniach 1813, 1814.
Odznaczony Orderem św. Stanisława w 1793 roku.
Spoczywa na cmentarzu Powązkowskim w Warszawie (kwatera 40-4-10).